# Теорема на Ньотер
Теоремата на Ньотер (ТН) гласи, че всяка диференцируема симетрия на действието {\displaystyle {\mathcal {S}}} съответства на съответен закон за запазване. Теоремата е доказана за първи път от математичката Еми Ньотер през 1915 г. и е публикувана три години по-късно .
Действието на дадена физическа система се определя от интеграла по времето от лагранжевата функция (Лагранжиана), от което чрез принципа на най-малкото действие може да се определи поведението на системата. ТН може да бъде прилагана само за непрекъснати и гладки симетрии над дадено физично пространство.
Теоремата гласи, че в една физическа система на всяка непрекъсната функция на симетрия съответства определен закон за запазване. Например:
- на еднородността (хомогенността) на времето съответства закон за запазване на енергията (ЗЗЕ),
- на еднородността на пространството съответства закон за запазване на импулса (ЗЗИ),
- на изотропията на пространството съответства закон за запазване на импулса (ЗЗМИ),
- на Калибровъчната симетрия съответства закон за запазване на заряда и т. н.

## Примери
Като илюстрация, ако една физическа система се държи еднакво независимо от това дали е инвариантна, нейният лагранжиан е симетричен при непрекъснато въртене: от тази симетрия теоремата на Ньотер диктува, че ъгловият момент на системата е запазена, като следствие от своите закони на движение {\displaystyle ^{:126}}
Физическата система не е необходимо да бъде симетрична; назъбен астероид, който се търкаля в космоса, запазва ъглов импулс въпреки своята асиметрия. Това са законите на неговото движение, които са симетрични.
Като друг пример, ако един физически процес показва едни и същи резултати независимо от мястото или времето, тогава неговият лагранжиан е симетричен при непрекъснати транслации спрямо пространството и времето: според ТН тези симетрии отчитат законите за запазване на линейния импулс и енергия в рамките на тази система.
Теоремата на Ньотер е важна, както поради вникването, което дава в законите за запазване, така и като практически изчислителен инструмент. Тя позволява на изследователите да определят запазените количества (инварианти) от наблюдаваните симетрии на физическата система. Обратно, това позволява на изследователите да разглеждат цели класове от хипотетични лагранжиани с дадени инварианти, за да опишат физическата система.
Като илюстрация, да предположим че е предложена физическа теория, която запазва величина {\displaystyle X}. Може да се изчислят типовете лагранжиани, които запазват {\displaystyle X} чрез непрекъсната симетрия. Благодарение на ТН, свойствата на тези лагранжиани осигуряват допълнителни критерии за разбиране на последиците и преценка на годността на новата теория.
Има множество версии на ТН с различна степен на обобщение, както и естествени квантови двойници на тази теорема, изразени в тъждествата на Уорд–Такахаши. Съществуват така също обобщения на ТН за суперпространства.

## Лагранжев формализъм

### Теорема на Еми Ньотер в теория на полето
Нека съществува множество от непрекъснати трансформации на координатите {\displaystyle \mathrm {x^{\mu }} } в пространството на Минковски {\displaystyle {\mathcal {M}}} и на полевите функции {\displaystyle \mathrm {u} ^{k}(x)}, зависещи от {\displaystyle r} параметъра {\displaystyle \mathrm {\omega } ^{a}(a=1,\cdots ,r)}, които при {\displaystyle \mathrm {\omega } ^{a}=0} се свеждат до единичната (тъждествена) трансформация. Нека също така в околност на {\displaystyle \mathrm {\omega } ^{a}=0} тези трансформации имат вида :
{\displaystyle {\begin{matrix}x^{\lambda }\to x^{\prime \lambda }&=&x^{\lambda }+\Delta x^{\lambda }(x);\ \Delta x^{\lambda }&=&\xi _{a}^{\lambda }(x)\omega ^{a}\\\ \\u^{k}\to u^{\prime k}(x\prime )&=&u^{k}(x)+\Delta u^{k}(x);\ \Delta u^{k}(x)&=&\mathrm {\Psi } _{a}^{k}(x)\omega ^{a}\end{matrix}}}
Нека още производните на действието {\displaystyle \mathrm {S} [u^{\prime k}]} удовлетворяват за всяка област {\displaystyle V\subset M} условието
{\displaystyle {\frac {\partial S[u^{\prime k}]}{\partial \omega ^{a}}}{\bigg |}_{\omega ^{1}=\cdots =\omega ^{r}=0}={\frac {\partial }{\partial \omega ^{a}}}\int _{V^{1}}{\mathcal {L}}{\bigg (}u^{\prime k},{\frac {\partial u^{\prime k}}{\partial x^{\prime \lambda }}}{\bigg )}\mathrm {d^{4}} x^{\prime }=0}
където {\displaystyle a=1,2,\cdots ,r}, {\displaystyle V\prime } е трансформираната област {\displaystyle V} при смяна на координатите, а функциите {\displaystyle u^{k}(x)} са решения на уравненията на Лагранж – Ойлер
{\displaystyle {\frac {\partial {\mathcal {L}}}{\partial u^{k}}}=\partial _{\mu }{\bigg (}{\frac {\partial {\mathcal {L}}}{\partial (\partial _{\mu }u_{k})}}{\bigg )}.}
Тогава съществуват
- {\displaystyle r} на брой векторно-значни функции на {\displaystyle u^{k}}, {\displaystyle \mathrm {\Theta } _{a}^{\mu }(x)}, удовлетворяващи т. нар. условие за запазване:

{\displaystyle \partial _{\mu }\mathrm {\Theta } _{a}^{\mu }(x)=0}, {\displaystyle a=1,2,\cdots ,r};
- {\displaystyle r} на брой величини:

{\displaystyle Q_{a}=\int _{S}\mathrm {\Theta } _{a}^{\mu }(x)\mathrm {d} \sigma _{\mu }(x)},
чиято стойност не зависи от избора на пространствено-подобната повърхност {\displaystyle S}, ако {\displaystyle u^{k}(x)\to 0}, {\displaystyle \partial _{\lambda }u^{k}(x)\to 0} при {\displaystyle |x^{\mu }|\to \infty }.

## Приложение
Прилагането на ТН позволява на физиците да получат мощна представа за всяка обща теория във физиката, като просто анализират различните трансформации, които биха направили формата на включените закони инвариантна. Например:
• Инвариантността на изолирана система по отношение на пространственото преместване; законите на физиката са еднакви на всички места в пространството, с други думи – те са пространствено инвариантни. Това дава закона за запазване на линейния импулс, който гласи че общият линеен импулс на изолирана система е постоянен.
• Инвариантността на изолирана система по отношение на преобразуването на времето (т.е. че законите на физиката са едни и същи във всички точки от времето) дава закона за запазване на енергията, който гласи че общата енергия на изолирана система е постоянна.
• Инвариантността на изолирана система по отношение на въртенето (т.е., че законите на физиката са еднакви по отношение на всички ъглови ориентации в пространството) дава закона за запазване на ъгловия импулс, който гласи че общият ъглов импулс на изолирана система е постоянен.
• Инвариантността на изолирана система по отношение на усилванията (в смисъла на ускорения) на Лоренц, т.е. че законите на физиката са еднакви по отношение на всички инерционни референтни системи, дава теоремата за центъра на масата, която гласи че центъра на масата на изолирана системата се движи с постоянна скорост.
• В квантовата теория на полето аналогът на ТН, тъждеството на Уорд-Такахаши, дава допълнителни закони за запазване, като запазването на електрическия заряд от инвариантността по отношение на промяната във фазовия фактор на комплексното поле на заредената частица и свързания измервателен уред на електрическия потенциал, и векторния потенциал.
Зарядът на Ньотер също се използва при изчисляване на ентропията на стационарни черни дупки.